# Lunds stadsteater

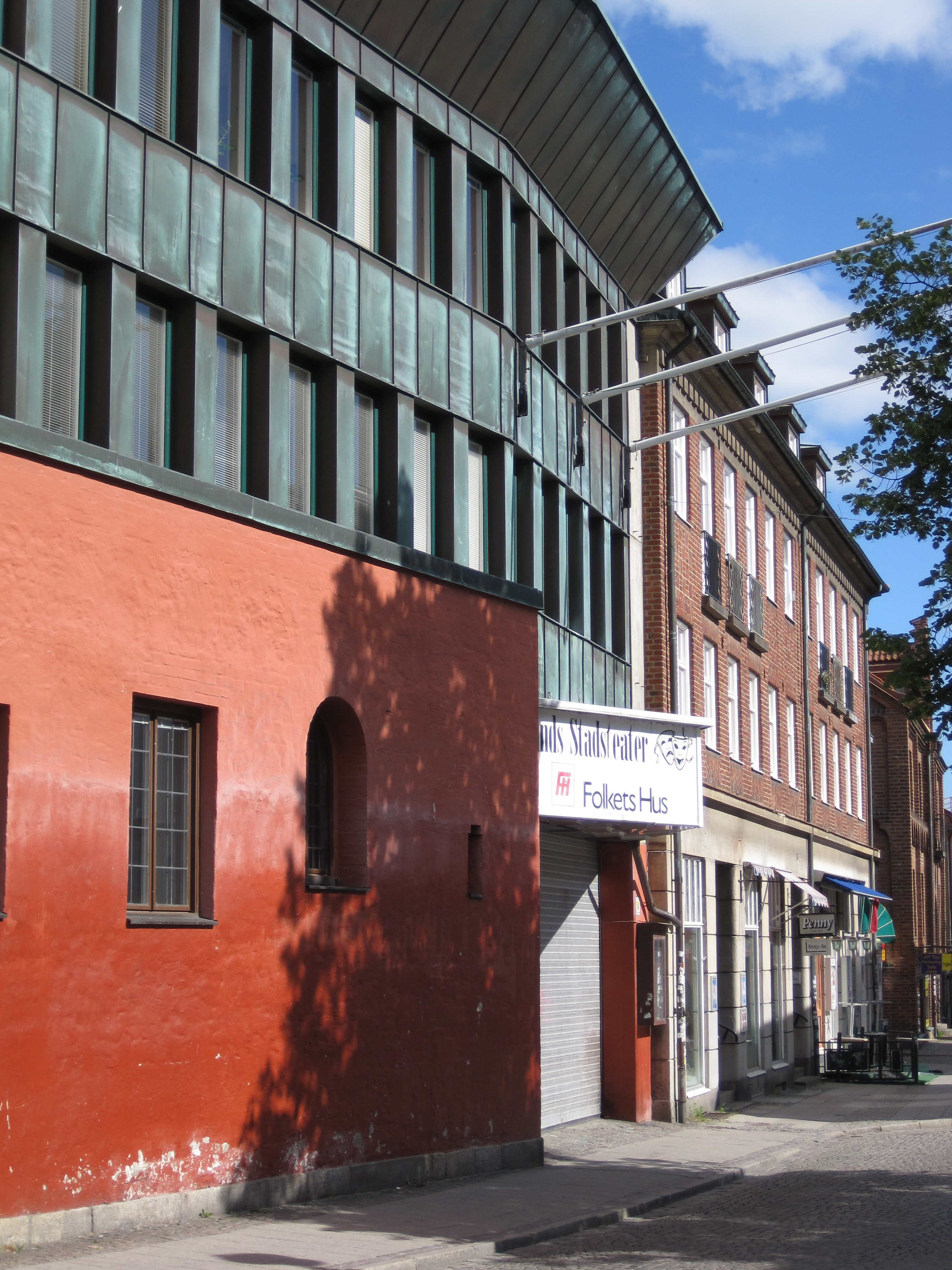
Entrén till Lunds Stadsteater. Det rödmålade partiet till vänster om ingången är resterna av det medeltida Kanikresidenset, vilka är inmurade i den moderna byggnaden.

Lunds stadsteater är en kommunal gästspelsscen i Lund som presenterar ett brett utbud inom scenkonstområdet. Teatern rymmer dramatik, dans, show, konserter, musikaler, spex med mera. 
Lunds stadsteater är organisatoriskt en del av Lunds kulturförvaltning och rent lokalmässigt en del av Lunds Folkets hus, som innefattar resterna av det medeltida Kanikresidenset. År 1969 gjordes en ombyggnad, då bland annat stadsteatern tillkom efter ritningar av Hans Westman.
Teatern rymmer 489 personer, varav 81 platser på balkong och 410 platser på parkett. 